# Апроприация
Апроприа́ция (лат. appropriātio, происходящее от аd ‘к’ + proprius ‘собственность’ с последующим упрощением) — усвоение, присвоение; в русском языке также встречается определение апроприационизм — термин в истории искусства и критике, относящийся к более или менее прямому использованию в произведении искусства реальных предметов или даже других, уже существующих произведений искусства.

## История практики апроприации в искусстве XX века
Практику апроприации можно отследить вплоть до коллажей кубистов и работ Пикассо и Брака, сделанных в 1912 году, в которых такие реальные объекты, как газеты, были включены в произведение и представляли сами себя.
Практика присвоения была развита намного дальше в редимейдах французского художника Марселя Дюшана в 1915 году. Наиболее известным примером является «Фонтан» (писсуар, подписанный Дюшаном и представленный как произведение искусства).
Позднее сюрреалисты использовали апроприацию в коллажах и объектах, таких как Телефон-лобстер Сальвадора Дали (телефон с лобстером вместо телефонной трубки).
В конце 1950-х годов присвоенные образы и объекты появились в работах Джаспера Джонса и Роберта Раушенберга, в произведениях поп-арта.

## Апроприация в искусстве американских художников 1980-х годов
Термин апроприация используется также в более узком значении, в связи с деятельностью американских художников в 1980-х годах, особенно Шерри Ливайн и художников нео-гео. Шерри Ливайн воспроизводила в качестве собственных произведения других художников, включая живопись Клода Моне и Казимира Малевича. Её целью было создать новую ситуацию, новое значение или набор значений для знакомого образа.

## Проблематика
Искусство апроприации поднимает вопросы оригинальности, аутентичности и авторства, и принадлежит к давней модернистской традиции искусства, задающего вопросы о природе или определении искусства как такового. Художники-апроприаторы находились под влиянием эссе 1934 года немецкого философа Вальтера Беньямина «Произведение искусства в эпоху его технической воспроизводимости», а также пользовались поддержкой американского критика Розалинды Краусс (книга «The Originality of the Avant-Garde and Other Modernist Myths», 1985).
Апроприация активно используется художниками начиная с 1980-х годов.

## Художники, использующие апроприацию
| - General Idea - Jodi - People Like Us - System D-128 - Викки Александер - Гада Амер - Дж. Тобиас Андерсон - Кори Аркенджел - Мартин Арнольд - Джон Балдессари - Вагрич Бахчанян - Джеймс Гордон Беннетт - Майк Бидло - Пьер Бисмут - Крейг Болдуин - Жорж Брак - Гленн Браун - Бэнкси - Вивьен Вествуд - Джой Гарнетт - Кеннет Голдсмит - Леон Голуб - Дуглас Гордон - Брайан Деттмер - Билл Джонс | - Джаспер Джонс - Марк Диво - Эрик Дорингер - Марлен Дюма - Марсель Дюшан - Дебора Касс - Реджинальд Кейс - Ай Кидзима - Карен Килимник - Грег Колсон - Фелипе Хесус Консалвос - Джозеф Корнелл - Джозеф Кошут - Барбара Крюгер - Джефф Кунс - Луиз Лаулер - Ленни Ли - Никки С. Ли - Шерри Ливайн - Рой Лихтенштейн - Роберт Лонго - Матье Лорет - Дэмиен Лоэб - Майкл Лэнди - Норм Магнуссон | - Джон Макхэйл - Милтос Манетас - Кристиан Марклей - Александра Мир - Жоан Миро - Саюри Митима - Ясумаса Моримура - Малкольм Морли - Вик Муниц - Доминик Мюлем - Клас Олденбург - Мерет Оппенгейм - Пабло Пикассо - Бёрн Портер - Рик Прелингер - Ричард Принс - Георгий Пузенков - Роберт Раушенберг - Герхард Рихтер - Грэм Роул - Томас Руфф - Дэвид Салле - Люк Салливан - Леонид Соков - Корнелия Сольфранк | - Нэнси Сперо - Джон Стизэйкер - Элен Стюртевант - Питер Сэвилл - Филип Тааффе - Люк Тёйманс - Тайлер Тёркл - Авдей Тер-Оганьян - Келли Уолкер - Энди Уорхол - Шепард Фейри - Ханс-Петер Фельдман - Том Филлипс - Ханс Хааке - Маркус Харви - Дэмиен Хёрст - Джейк и Динос Чепмены - Курт Швиттерс - Синди Шерман - Роб Шольте - Бенджамин Эдвардс - Макс Эрнст - Пьер Юиг |